# 狭管黄芩
狭管黄芩（学名：Scutellaria stenosiphon）为唇形科黄芩属下的一个种。

## 扩展阅读
- 維基物種上的相關：狭管黄芩